# Koudepsta
Koudepsta (Кудепста) est une station balnéaire et un microraïon (c'est-à-dire un sous-district) du raïon de Khosta qui dépend de la ville-arrondissement de Sotchi, en Russie au bord de la mer Noire. Sa population est d'environ 17 000 habitants.

## Géographie
La station se trouve au bord de la rivière Koudepsta et de son embouchure dans la mer Noire. Le village est entre Khosta et la  limite septentrionale du raïon d'Adler, la rivière Koudepsta en marquant la limite.

## Description
Le village de Koudepsta comprend huit voies: la rue Darwin, la rue Iskra, la rue Kamo, la rue Kalinovaïa, la rue Acheronskaïa, la rue de Rostov, la rue des Datchas, la chaussée de Soukhoum, et deux ruelles (Alexandrovskaïa et Tikhaïa).
La station comprend des petites maisons et des maisons particulières, bien que récemment soient apparus des immeubles résidentiels à hauts étages. C'est ici que se trouvent des hôtels, tels que la pension Bourgas, la pension Automobiliste, l'établissement de repos Koudepsta, ainsi que plusieurs petits hôtels privés.
Parmi les curiosités, on remarque une grande pierre du Mégalithe, appelée la « pierre cultuelle de Koudepsta », ou la « pierre tcherkesse », avec deux places pour assiter aux rituels.